# Johan Anthonie Steenman
Johan Anthonie Steenman, meest bekend als Joh. Steenman, (Haarlem, 25 september 1862 – Haarlem, 27 februari 1934) was een Nederlands violist.
Hij was zoon van Jan Steenman en Maria Catharina Heins. Hijzelf was in 1890 als violist getrouwd met Martina Johanna Brondgeest, een echtscheiding volgde in 1898. Dochter Eva Steenman, geboren in 1892, deed in 1917 examen piano bij het Nederlands Muziekpaedagogisch Verbond; een loopbaan kwam niet van de grond. In 1900 trouwde Johan Anthonie met Anna Maria Cornelia van Rhijn. Steenman werd gecremeerd op Westerveld
Hij kreeg zijn opleiding van een aantal fameuze violisten van zijn tijd. Leraren waren Joseph Joachim en Emanuel Wirth in Berlijn, Hubert Léonard en Eugène Ysaÿe in Parijs. Hij werd vervolgens eerste violist bij het Orchestre Lamoureux van Charles Lamoureux.
Hij werd muziekleraar in Haarlem, alwaar hij ook een eigen (amateur)symfonieorkest annex strijkorkest (Joh. Steenman’s Orkest) had, dat na zijn door nog enige tijd onder bewind stond van Felix de Nobel. Het orkest zou het tot circa 1940 volhouden. Het gaf regelmatig liefdadigheidsconcerten, onder andere voor de Centrale Vacantiekolonie. Hij was in Haarlem en omstreken ook bekend kamermusicus.
Een van Steenmans leerlingen was Willem Knikker, tussen 1921 en 1941 concertmeester en tweede dirigent van het Haarlemse Orkest Vereniging en daarna van het Groninger Orkest Vereniging.